# Farsan
Farsan är en svensk komedifilm från 2010, i regi av Josef Fares. Filmen hade premiär i Sverige 12 februari 2010.

## I rollerna[1]
- Jan Fares – Aziz (Farsan)
- Hamadi Khemiri – Sami
- Torkel Petersson – Jörgen
- Juan Rodríguez – Juan
- Anita Wall – Edith
- Nina Zanjani – Amanda
- Jessica Forsberg – Lotta
- Kjell Wilhelmsen – Cykeltjuven
- Yan Kai Yu – Arg kines
- Marie Delleskog – Gunnel
- Deborah Fronko – Deborah
- Marisol Hume Eriksson – Marisol
- Jerker Fahlström – Hunduppfödaren
- Lena Carlsson – Veterinären
- Helén Söderqvist – Kvinnan med hunden
- Johan Kaliff – Tatueraren
- Mathias Gullbrandson – Bankkunden
- Jan Fredriksson – Bartendern
- Lise-Lotte Fälthammar– Kvinnan i baren
- Lena Eriksson – Kvinna på klubb
- Helen Klang – Kvinna på klubb
- Lena Trulson – Kvinna på klubb
- Beatrice Säresand – Frisören

## Mottagande
- Aftonbladet – 3/5 [2]
- Expressen – 2/5 [3]
- Dagens Nyheter – 3/5 [4]
- Upsala Nya Tidning – 4/5[5]
- Svenska Dagbladet – 2/6[6]